# Waterpolo al Campionat del Món de natació de 1998
La competició de waterpolo al Campionat del Món de natació de 1998 es realitzà al Centre Aquàtic de l'Estadi Challenge de la ciutat de Perth (Austràlia).

## Resum de medalles
| Event                | Or        | Plata         | Bronze     |
| competició masculina | Espanya   | Hongria       | Iugoslàvia |
| competició femenina  | Austràlia | Països Baixos | Austràlia  |

## Medaller
| Posició | País          | Or | Plata | Bronze | Total |
| 1       | Espanya       | 1  | 0     | 0      | 1     |
| 1       | Itàlia        | 1  | 0     | 0      | 1     |
| 3       | Hongria       | 0  | 1     | 0      | 1     |
| 3       | Països Baixos | 0  | 1     | 0      | 1     |
| 5       | Itàlia        | 0  | 0     | 1      | 1     |
| 5       | Iugoslàvia    | 0  | 0     | 1      | 1     |
| Total   | Total         | 2  | 2     | 2      | 6     |